# Стадіон Маккабі (Чернівці)
Стадіон Маккабі Чернівці — неіснуючий нині спортивний стадіон у Чернівцях. Відкритий 9 липня 1922 року, вміщував бл. 12 000 глядачів. В міжвоєнний час на ньому виступав єврейський клуб «Маккабі» Чернівці. Об'єкт містився в південній частині міста, після Другої світової війни його було ліквідовано, але поле залишилось.

## Історія
До 1913 року «Маккабі» не мав власного стадіону. У 1910—1913 роках команда проводила домашні матчі на пасовищах районів Горча й Роса, між 1913 і 1914 роками — на полі Тиволі, а з весни 1919 року і аж до відкриття свого поля в липні 1922 року — на стадіоні «Боїско Польскє», який належав місцевій «Полонії».
3 вересня 1922 року на стадіоні «Маккабі» відбувся матч між Польщею та Румунією (1:1). Це був другий матч в історії збірної Румунії (при чому перший домашній) і четвертий матч в історії збірної Польщі. Згодом команди двічі зустрічалися на стадіоні «Чарних» у Львові, ще двічі розписавши мирову.
Навесні 1929 року завершилася реконструкція арени. 23 червня 1929 року в товариському матчі між збірною міста Черівців та командою «Хакоах» Відень, що закінчився з рахунком 0:0, зібралося 10 000 глядачів.